# Ja’akow Szimszon Szapira
Ja’akow Szimszon Szapira (hebr.: יעקב שמשון שפירא, ang.: Ya'akov Shimshon Shapira, Yaakov-Shimshon Shapira, ur. 4 listopada 1902 w Jelizawietgradzie, zm. 14 listopada 1993) – izraelski prawnik, lekarz i polityk, w latach 1948–1950 pierwszy Prokurator Generalny Izraela, w latach 1966–1973 minister sprawiedliwości, poseł do Knesetu –  w latach 1951–1955 z listy Mapai, a w latach 1969–1974 z listy Koalicji Pracy.
W wyborach parlamentarnych w 1951 po raz pierwszy dostał się do izraelskiego parlamentu. W 1955 uzyskał reelekcję, jednak już 14 listopada tegoż roku zrezygnował, a mandat objął po nim Ja’akow Niccani. Do Knesetu powrócił na jedną kadencję po wyborach w 1969.